# دانشگاه کانبرا

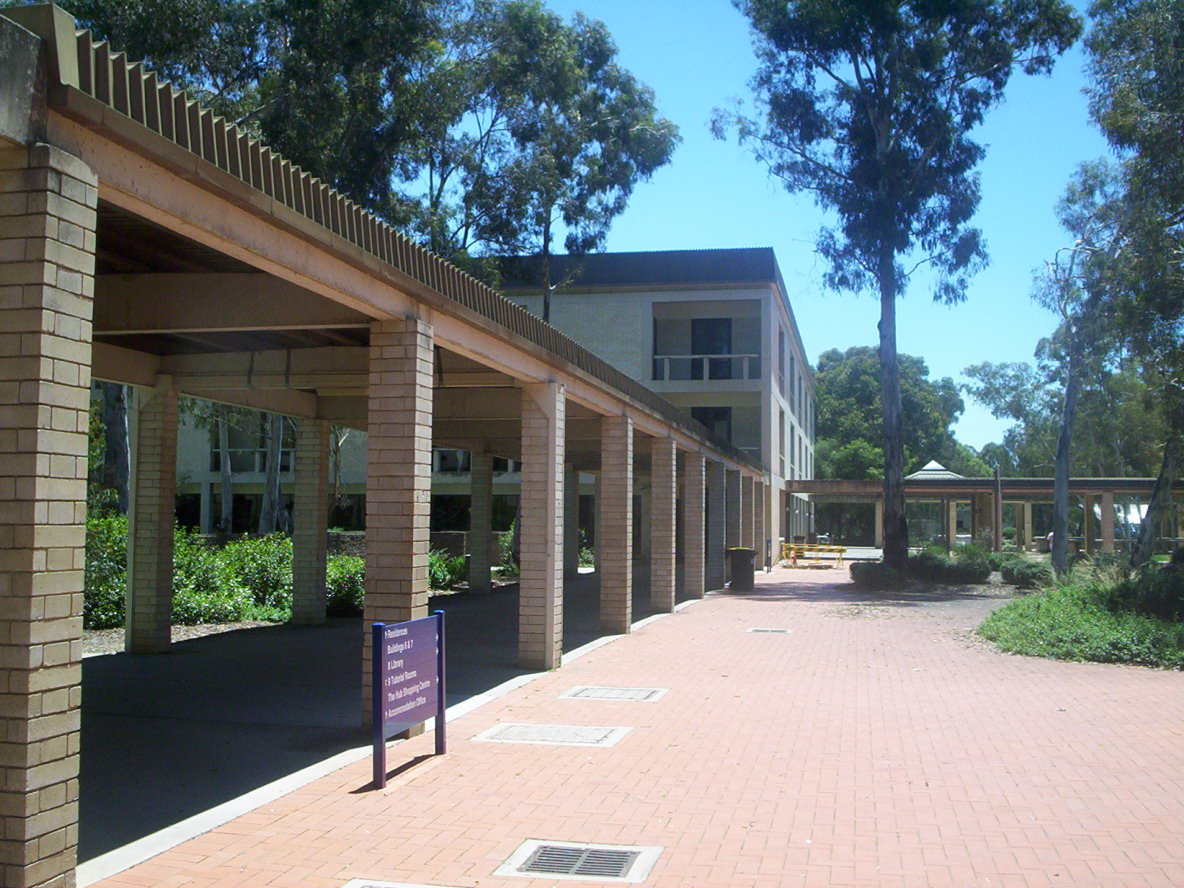
در امتداد مرکز دانشگاه کنبرا، به سمت کتابخانه

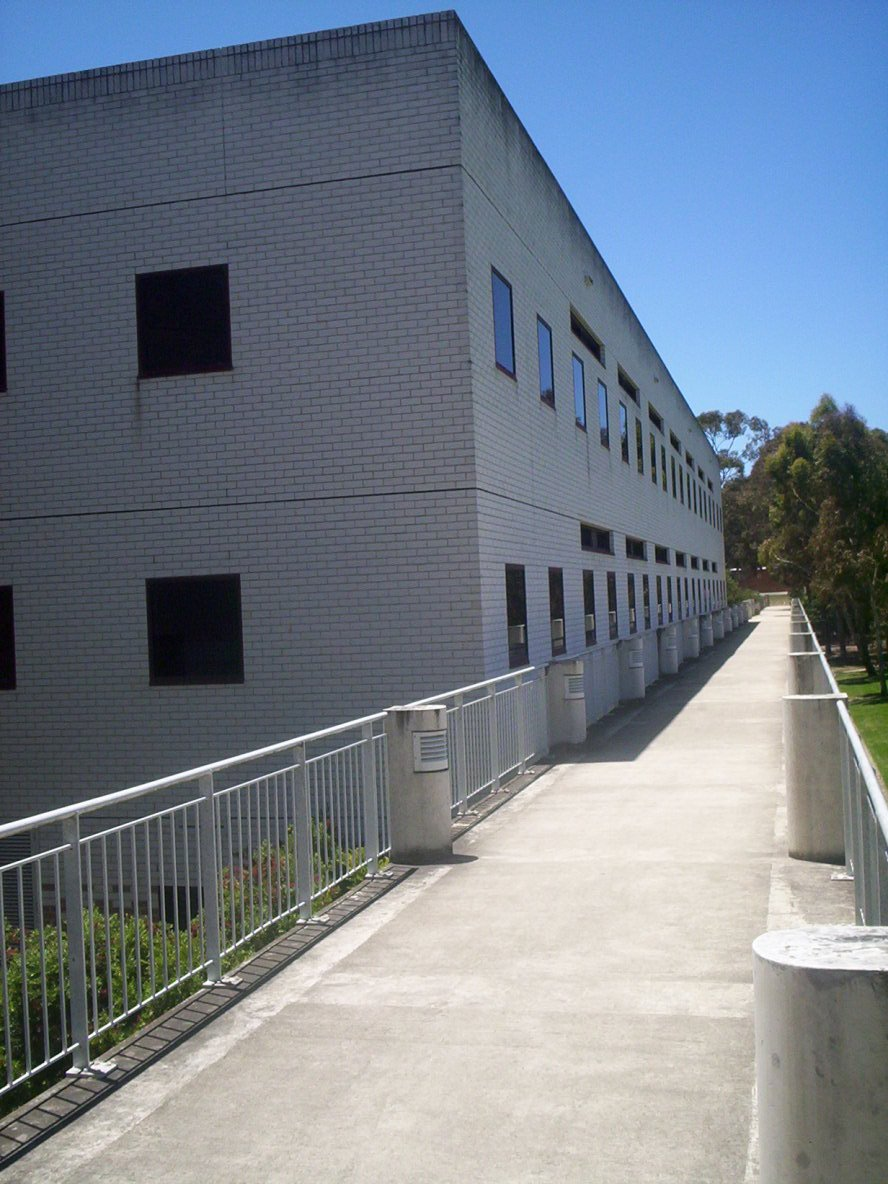
ساختمان ۱۱، پیاده‌رو اتصال سالن ناهار خوری به سالن بدن‌سازی

دانشگاه کانبرا (به انگلیسی: University of Canberra) به اختصار UC دانشگاه دولتی در بروس، کانبرا در قلمرو پایتختی استرالیا است. این دانشگاه در فاصله حدود ۹ کیلومتری با مرکز شهر کانبرا دارد. دانشگاه کانبرا دوره‌های کارشناسی و کارشناسی ارشد را ارائه می‌دهد که پنج دانشکده را شامل می‌شود: بهداشت، هنر و طراحی، تجارت، دولت و حقوق، آموزش و علوم و فناوری. دانشگاه کانبرا شامل دانشجویان داخلی و خارجی است.
طبق رنکینگ QS در سال ۲۰۲۱، این دانشگاه در رتبه ۲۶امین دانشگاه برتر استرالیا و ۴۸۴امین دانشگاه برتر دنیا قرار دارد. همچنین بر اساس رتبه‌بندی تایمز جز ۲۰۰ دانشگاه برتر دنیا است.